# Huseynagha Sadigov
Huseynagha Alasgar oglu Sadigov (en azerí: Hüseynağa Ələsgər oğlu Sadıqov; Bakú, 21 de marzo de 1914 – Bakú, 23 de febrero de 1983) fue un actor de teatro y de cine de Azerbaiyán, que obtuvo en 1979 la distinción de Artista del Pueblo de la República Socialista Soviética de Azerbaiyán.

## Biografía
Huseynagha Sadigov nació el 21 de marzo de 1914 en Bakú.
Desde 1931 el actor actuó en el Teatro Estatal de Espectadores Jóvenes de Azerbaiyán. Durante más de 50 años trabajó en este teatro. También jugó en más de 30 películas Inició su carrera con los papeles de “Horuz Baba” y “Piri Baba”. Sus papeles favoritos fueron Selim de la obra "Anacan" y Truffaldino de "El sirviente de dos amos". Por el papel en el "Poema del Komsomol", el actor recibió el “Premio Lenin”.
Huseynagha Sadigov participó en la Gran Guerra Patria. También fue galardonado con las medallas Medalla al Valor, Medalla por la Defensa del Cáucaso, Medalla por la Victoria sobre Alemania en la Gran Guerra Patria 1941-1945. 
Huseynagha Sadigov murió el 23 de febrero de 1983 en Bakú.

## Filmografía
- 1955 – “Bakhtiyar”
- 1956 – “Rocas negras”
- 1960 – “Mañana”
- 1962 - “Gran apoyo”
- 1962 – “Telefonista”
- 1969 – “El pan compartido”
- 1975 – “Las manzanas son similares”
- 1975 - “Cuatro domingos”
- 1977 – “Cumpleaños”
- 1983 – “¿Dónde está Ahmed?”
- 1970 – “Mis siete hijos”